# Lang Lang
Lang Lang  (* Shenyang, 14. lipnja 1982.) kineski je pijanist koji trenutno boravi u New Yorku. Nastupa s vodećim orkestrima u Europi, Sjedinjenim Američkim Državama i rodnoj Kini. Poznat je diljem svijeta po svojim koncertnim i televizijskim nastupima.
Lang je učinio mnogo za poticanje interesa za klasičnu glazbu kod djece i mladih glazbenika.

## Životopis
Glasovir je počeo svirati s tri godine pod nadzorom profesora Zhu Ya-Bitch. Dvije godine kasnije prvi put je javno nastupio. 
Značajna prekretnica u njegovoj karijeri bio je nastup u kolovozu 1999. na Ravinia Festivalu. 

## Vanjske poveznice
- Službena stranica